# Hvar (cidade)
Hvar é uma cidade e porto da ilha de Hvar, parte do Condado de Split-Dalmácia, na Croácia. A cidade possui uma população de 4.251 habitantes (2011).
No século XIX, o porto de Hvar não era mais uma base militar, e a Sociedade Higiênica de Hvar (Higijeničko društvo u Hvaru), comemorando 150 anos em 2018, assumiu a economia da cidade e da ilha em uma nova direção. Como um dos primeiros "conselhos turísticos" da Europa, foi fundada em 1868 com o objetivo de prestar "um bom atendimento aos visitantes". Hoje, a cidade conta com uma variedade de hotéis, galerias, museus e exposições.